# Lijst van gemeenten in Eskişehir
Onderstaande lijst bevat alle gemeenten (2000) in de Turkse provincie Eskişehir.
| District   | Gemeente      |
| ---------- | ------------- |
| Alpu       | Alpu          |
| Alpu       | Bozan         |
| Alpu       | Osmaniye      |
| Beylikova  | Beylikova     |
| Çifteler   | Çifteler      |
| Eskişehir  | Çukurhisar    |
| Eskişehir  | Eskişehir     |
| Eskişehir  | Gündüzler     |
| Eskişehir  | Muttalip      |
| Günyüzü    | Gümüşkonak    |
| Günyüzü    | Günyüzü       |
| Günyüzü    | Kayakent      |
| Han        | Han           |
| İnönü      | İnönü         |
| Mahmudiye  | Mahmudiye     |
| Mihalgazi  | Alpagut       |
| Mihalgazi  | Mihalgazi     |
| Mihalgazi  | Sakarıılıca   |
| Mihalıçcık | Dinek         |
| Mihalıçcık | Mihalıçcık    |
| Mihalıçcık | Yunusemre     |
| Odunpazarı | Odunpazarı    |
| Sarıcakaya | Laçin         |
| Sarıcakaya | Sarıcakaya    |
| Seyitgazi  | Doğançayır    |
| Seyitgazi  | Kırka         |
| Seyitgazi  | Seyitgazi     |
| Sivrihisar | Dümrek        |
| Sivrihisar | Kaymaz        |
| Sivrihisar | Nasrettinhoca |
| Sivrihisar | Sivrihisar    |
| Tepebaşı   | Tepebaşı      |